# La Ventana, Huixtán
La Ventana är en ort i Mexiko.   Den ligger i kommunen Huixtán och delstaten Chiapas, i den sydöstra delen av landet, 800 km öster om huvudstaden Mexico City. La Ventana ligger 2 124 meter över havet och antalet invånare är 110.
Terrängen runt La Ventana är kuperad. Runt La Ventana är det glesbefolkat, med 17 invånare per kvadratkilometer. I omgivningarna runt La Ventana växer huvudsakligen savannskog.